# Városmajori Gimnázium
A Városmajori Gimnázium (rövidítve VMG vagy Major) egy 1989-ben alapított középiskola Budapest XII. kerületében. Jelenlegi igazgatója Sillár Barbara. A 2009/2010-es tanévtől tíz évig a Városmajori Kós Károly Általános Iskola – Kós Károly Ének-zene Emeltszintű Általános Iskola néven – a Városmajori Gimnázium és Kós Károly Általános Iskola tagintézménye volt. Az intézményben 7–12. évfolyamon gimnáziumi képzés folyik.

## Az iskola

### Elnevezés
A Városmajor, amely Budapest egyik városrésze a XII. kerületben, történelmileg kialakult földrajzi név, így az intézmény neve a helytörténeti hagyományokat követve, a főváros egyik legrégebbi, több mint kétszáz éves múltra visszatekintő parkja nevét viszi tovább.

### Alapítás
Az intézmény a Fővárosi Tanács Középiskolai Hálózatfejlesztési Programja keretében létesült. A beruházási program 1987. augusztus 10-én kezdődött, az épületet pedig 1990 májusában adták át. Az iskola első igazgatója a korábban a szintén XII. kerületi Táncsics Mihály Gimnáziumot (TMG) irányító Kálmán Gyula volt, akit 1993-ban váltott fel ebben a tisztségében Dr. Szebedy Tas magyar illetve latin tanár. A tanári kar kezdeti összetételében jelentékeny arányt képeztek a korábban szintén a TMG-ben tanító tanárok és a korábban ott tanuló diákok is.

### Épület
Az iskola épülete eredetileg tizenhat osztály elhelyezésére volt alkalmas, az évek során azonban kibővítették (tornyok beépítése, termek összenyitása vagy éppen szétválasztása), így jelenleg további kilenc osztálynak ad helyet.

### Környezet
Az intézménytől közvetlenül keleti irányban 7200 m² park található, mely nemcsak a környék lakosságának pihenését szolgálja, hanem a gimnáziumi testnevelésórák illetve az általános iskolai napközis foglalkozások egyik helyszíne is.

## Az iskola működése és programjai
A középiskolában hat-, öt- és négyévfolyamos képzés egyaránt zajlik. A két hatévfolyamos osztály kerettantervi egyedi képzésében első nyelvként angolt vagy németet tanul. A négyévfolyamos képzés kiemelt tagozatai jelenleg a matematika, az informatika, az ének-zene, a magyar, a történelem, a fizika és a biológia köré szerveződnek. Az ötévfolyamos osztályok pedig német, illetve spanyol nyelvet tanulnak három évig emelt óraszámban. Az iskola hivatalos DSD nyelvvizsgaközpont, a 12. évfolyamosok térítésmentesen tehetik le a német nyelvi B2-es vagy C1-es szintű C típusú nyelvvizsgát.
| Induló osztály jele | Felosztás páratlan induló tanévben                             | Felosztás páros induló tanévben                                | Képzéshossz |
| ------------------- | -------------------------------------------------------------- | -------------------------------------------------------------- | ----------- |
| A                   | hatévfolyamos képzés, első nyelv: angol (32 fő)                | hatévfolyamos képzés, első nyelv: angol (32 fő)                | 6 év        |
| B                   | hatévfolyamos képzés, első nyelv: német (32 fő)                | hatévfolyamos képzés, első nyelv: német (32 fő)                | 6 év        |
| C                   | ének (16 fő) - biológia (16fő)                                 | ének (12 fő) - magyar (10 fő) - történelem (10 fő)             | 4 év        |
| D                   | matematika (16 fő), informatika (16 fő)                        | matematika (16 fő), fizika (16 fő)                             | 4 év        |
| E                   | német (16 fő), spanyol (16 fő) -> nyelvi óraszámok: 15+6+6+4+4 | német (16 fő), spanyol (16 fő) -> nyelvi óraszámok: 15+6+6+4+4 | 5 év        |

Az első nyelv a C és D osztályokban az angol. Második nyelvként a 7-8. osztályosok latint, a nyelvi előkészítősök angolt tanulnak. Kilencedik évfolyamtól második nyelv a német, angol, francia, olasz, spanyol, orosz nyelvek közül kötelezően választandó.
A gimnázium legnagyobb büszkesége a diákok tanulmányi versenyeken elért kiemelkedő teljesítményei mellett, az iskola létrejöttével egyidőben alakult Angelica Leánykar, amelynek karvezetője a kezdetektől, a 2007-ben Liszt Ferenc-díjjal, majd 2014-ben Príma-díjjal is kitüntetett Gráf Zsuzsanna. A leánykar számos jelentős versenyen nyert díjakat, és rendszeresen adnak koncerteket az iskola keretein kívül és külföldön is.
Az iskola rendszeres programjai közé tartoznak többek között a koncertek, a különböző kulturális és sportrendezvények, valamint a szaktantárgyi előadások (projektnapok). A Városmajori Gimnázium tanulóinak szórakoztatását a minden évben megrendezett (három-ötnapos) diákhét, és a szántódi nyári tábor is szolgálja. A diákhét során tanítási időben (ötödik órák), illetve délután és este vendégzenekarok, valamint sport- és színházi társulatok előadásai színesítik a programot.
Mint minden gimnázium, természetesen a VMG is megrendezi az „újoncok” beavatására szolgáló gólyatábort (Szántódon, július–augusztus) és gólyabált (október eleje), valamint az „öregeket” búcsúztató szalagavatót (november harmadik hete) és ballagást (április vége).

## Rangsor
|     | 2020 | 2021 | 2022 | 2023 | 2024 |
| --- | ---- | ---- | ---- | ---- | ---- |
| HVG |      | 9    | 9    | 7    | 9    |

## Híres diákok
- Balázsovits Edit színésznő
- Bánfalvi Eszter színésznő
- Cserna Ildikó Liszt-díjas opera-énekesnő (szoprán)
- Csorba Lóránt zenész (Lóci játszik)
- Kudász Gábor Arion Balogh Rudolf-díjas és Robert Capa-nagydíjas fotográfus
- Lovas Rozi színésznő
- Mátyássy Áron filmrendező
- Péni István sportlövő
- Schmied Zoltán színész
- Siménfalvy Ágota színésznő
- Simon Bálint rockzenész (Ivan & The Parazol)
- Steinmetz Barnabás olimpiai bajnok vízilabdázó
- Szirmai Gergely videoblogger
- Törőcsik Franciska színésznő
- Vitáris Iván énekes, rockzenész (Ivan & The Parazol)
- Zavaros Eszter opera-énekesnő (szoprán)